# Stone balancing

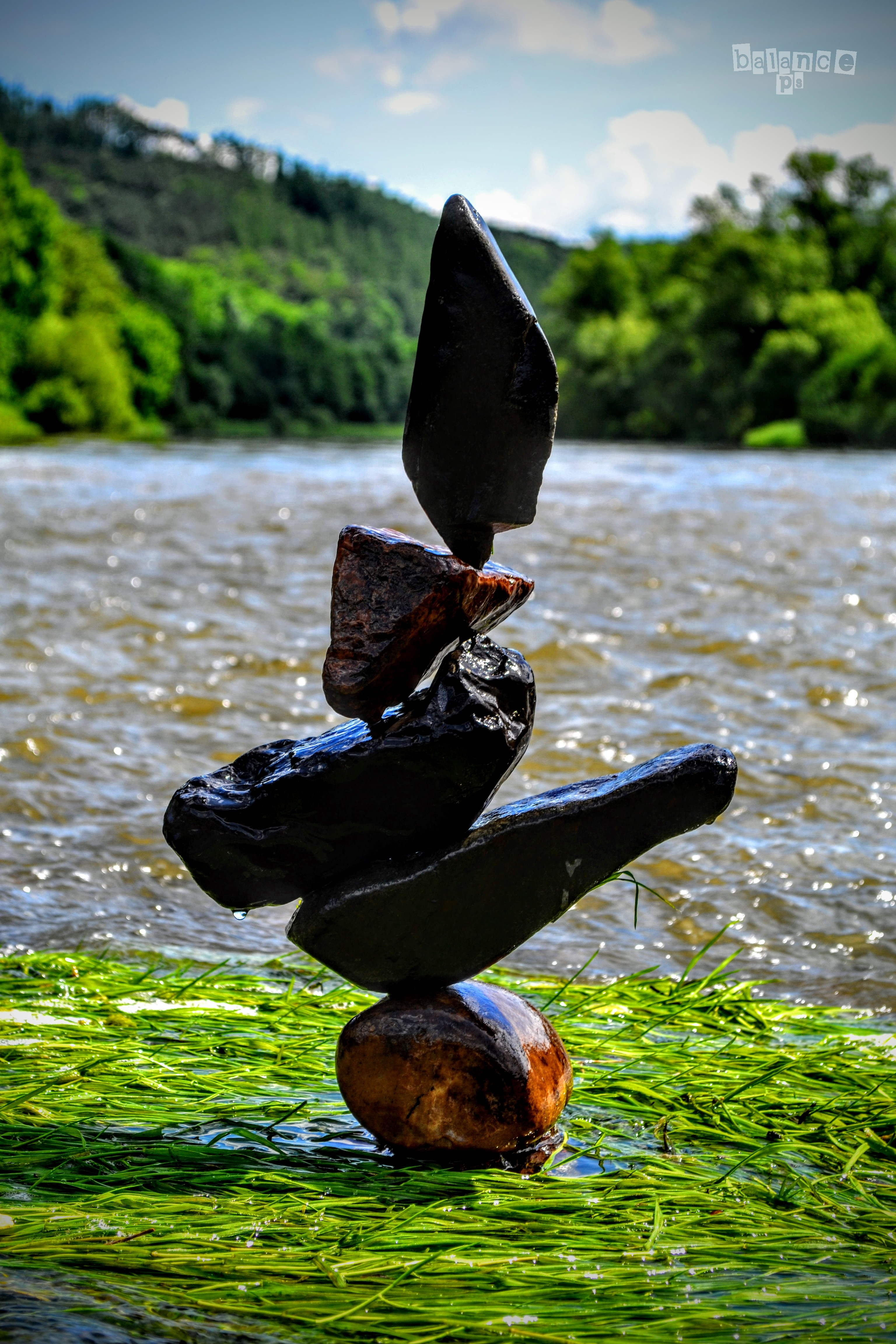
Ukázka stone balancingu, Újezd nad Zbečnem

Stone balancing či rock balancing (volně přeloženo jako balancování kamenů, vyvažování kamenů) je instalační umění či hobby spočívající ve vršení kamenů (balancující kameny) v neuvěřitelných, ale ne nemožných polohách bez použití lepidla, drátu či jakékoliv podpěry. Umělcům, kteří tuto činnost provozují, se říká balanceři. Svá díla stavějí většinou v přírodě, mnohdy v řece či na pobřeží.

## Světoví balanceři
Toto umění provozují tisíce lidí po celém světě. Mezi nejznámější patří Kanaďan Michael Grab a Brit Adrian Gray.

## Galerie

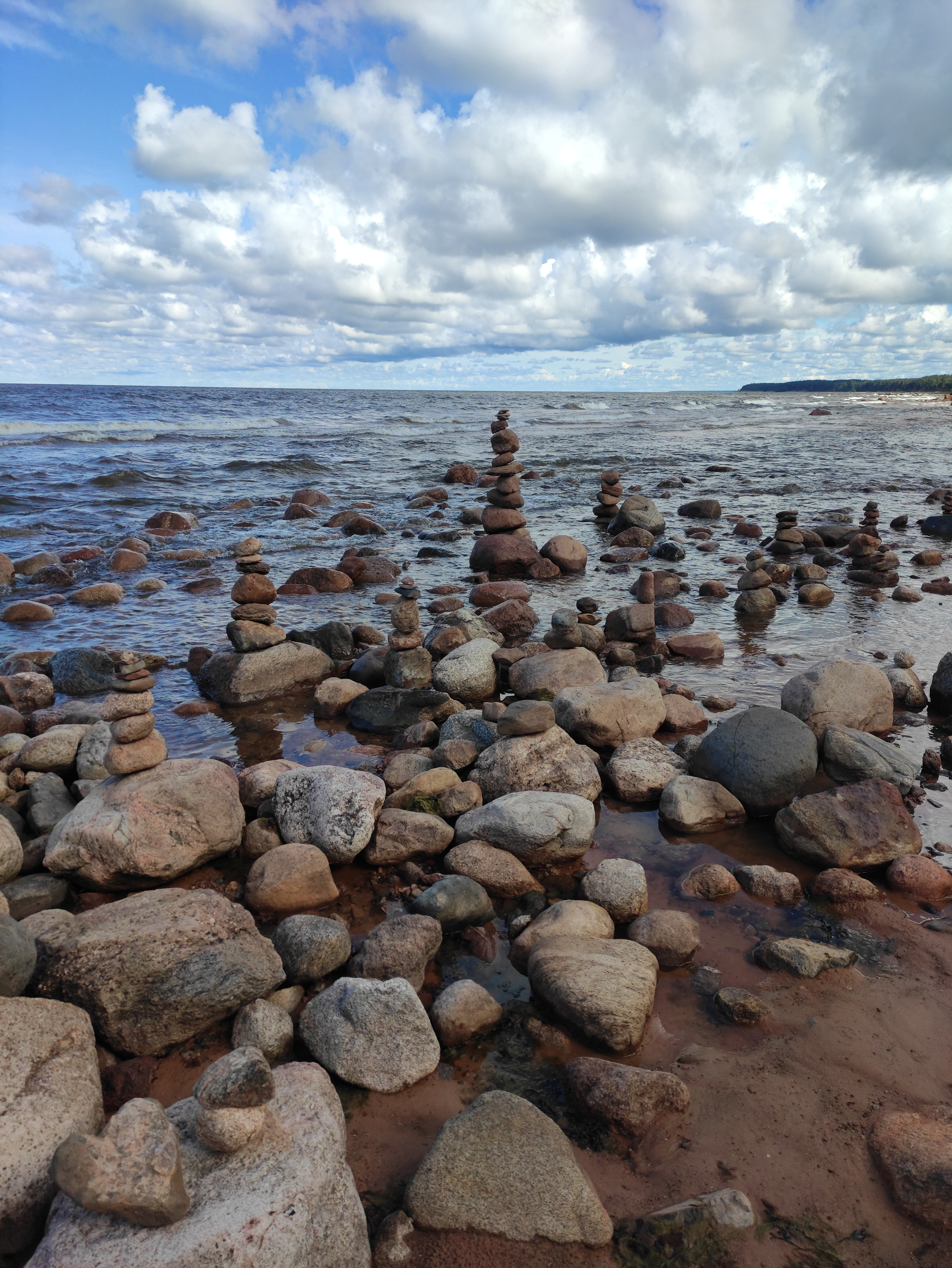
Lotyšské pobřeží
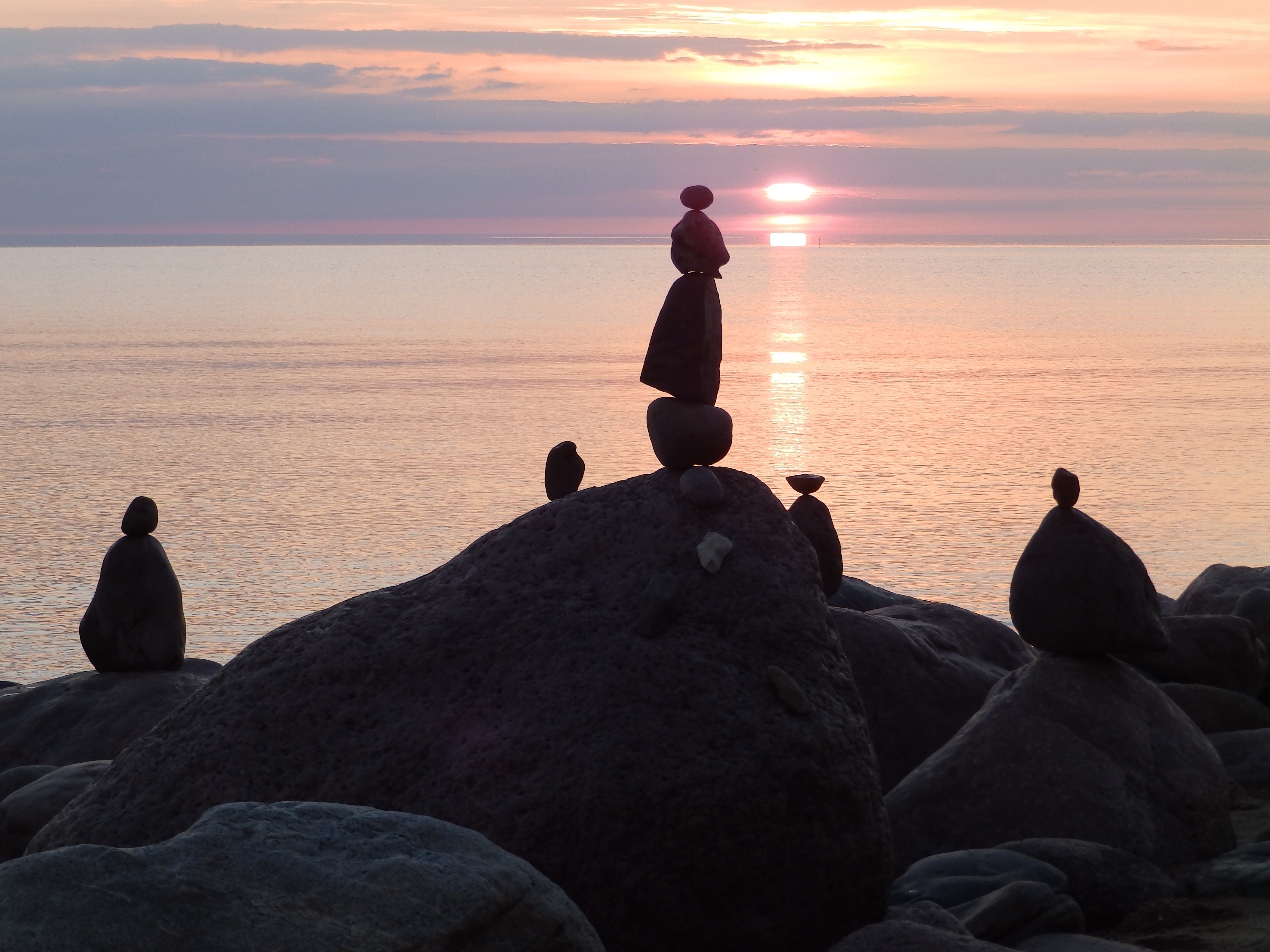
Lotyšské pobřeží
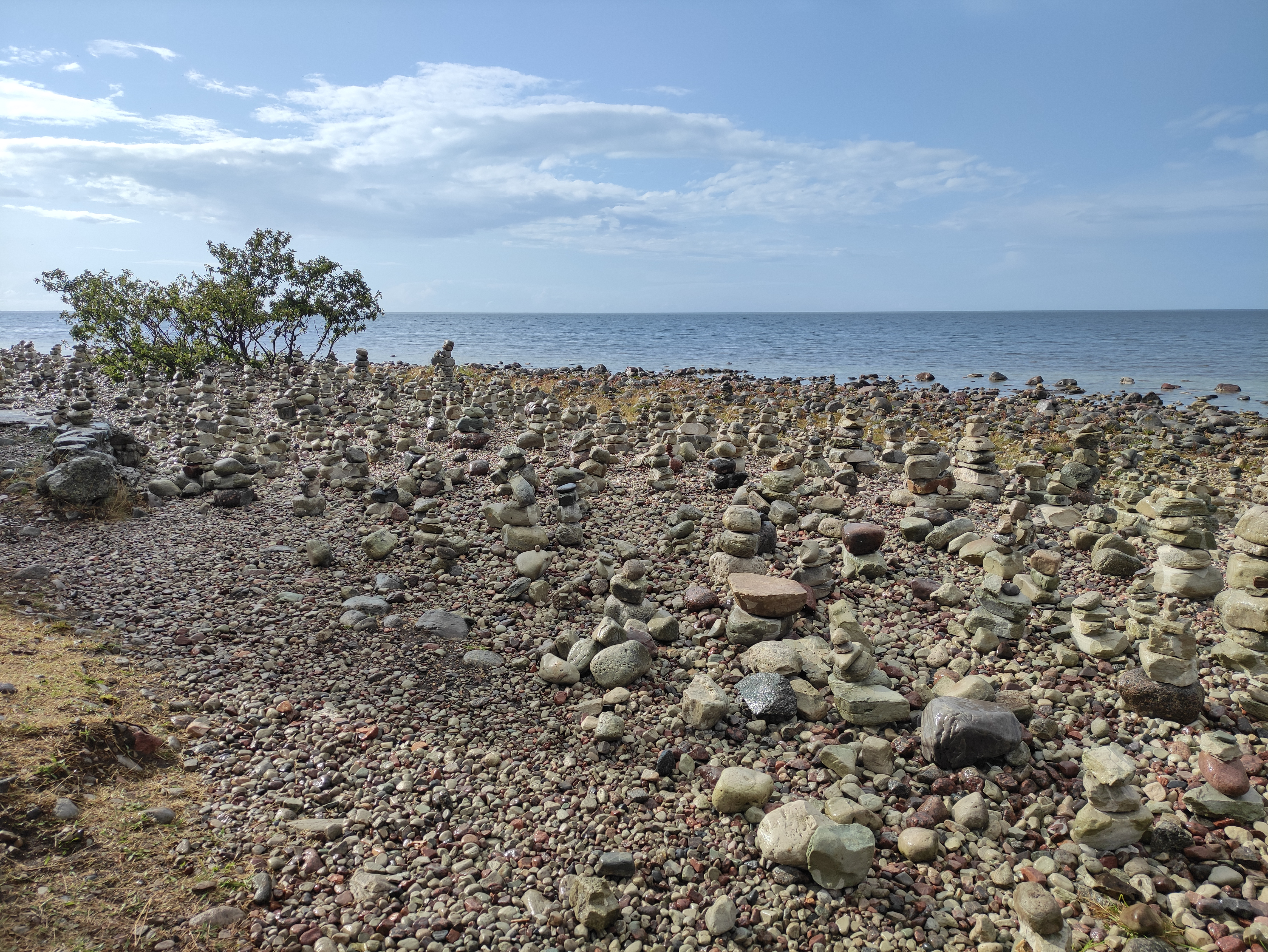
Ostrov Öland, Švédsko